# Alwar (Distrikt)
Der Distrikt Alwar (Hindi अलवर जिला), früher anglisiert Ulwar, ist ein Distrikt im westindischen Bundesstaat Rajasthan und Teil der National Capital Region.
Der Distrikt liegt im Nordosten von Rajasthan, etwa 100 km südsüdwestlich der Bundeshauptstadt Neu-Delhi.
Die Fläche beträgt 8380 km². Verwaltungssitz ist die gleichnamige Stadt Alwar.
Im südwestlichen Teil des Distrikts befindet sich der Sariska-Nationalpark.
Die Einwohnerzahl lag beim Zensus 2011 bei 3.674.179, 10 Jahre zuvor noch bei 2.992.592.
Das Geschlechterverhältnis lag bei 895 Frauen auf 1000 Männer. Die Alphabetisierungsrate betrug 70,72 % (85,75 % bei Männern, 56,25 % bei Frauen). 82,72 & der Bevölkerung waren Hinduisten, 14,90 % Muslime, 1,76 % Sikhs.

## Verwaltungsgliederung
Der Distrikt ist in 12 Tehsils unterteilt:
- Alwar
- Bansur
- Behror
- Kathumar
- Kishangarh Bas
- Kotkasim
- Laxmangarh
- Mundawar
- Rajgarh
- Ramgarh
- Thanagazi
- Tijara

Im Distrikt Alwar gibt es 16 Städte (einschließlich Census Towns).
Einzige Stadt vom Status eines Municipal Councils ist Alwar.
Municipalities im Distrikt sind:
- Behror
- Bhiwadi
- Khairthal
- Kherli
- Rajgarh
- Tijara

Außerdem gibt es 2054 Dörfer sowie 14 Blöcke.